# دریای زرد

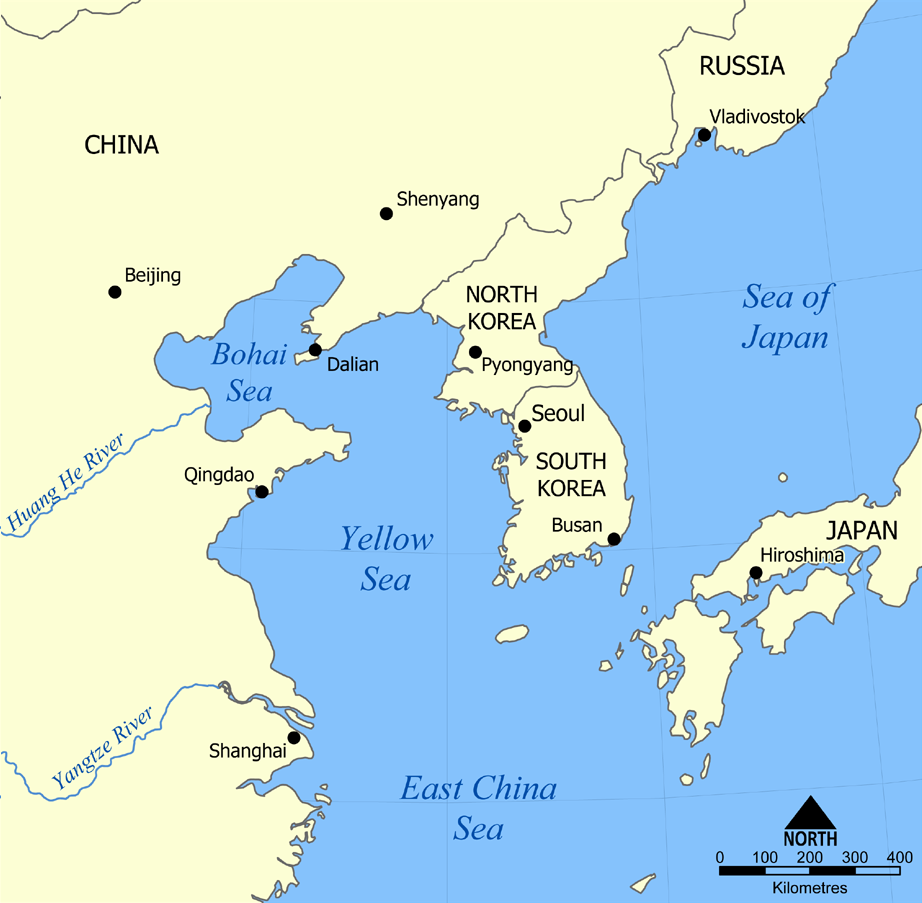
جانمای دریای زرد

دریای زرد نامی است که به شاخاب شمال دریای چین شرقی و غرب شبه جزیره کره داده می‌شود که در نزدیکی اقیانوس آرام است و رود یانگ تسه (رود زرد) به آن می‌ریزد.